# Códice Telleriano-Remensis
El Códice Telleriano-Remensis es un manuscrito de contenido ritual, calendárico e histórico producido en el México del siglo XVI.
Está pintado en cincuenta folios de papel europeo de 32x22 centímetros y supone la supervivencia de una finísima muestra de pintura manuscrita azteca.

## Partes
El códice consta de tres partes incluyendo un almanaque de augurios (los tonalámatls):
- El calendario azteca de 18 meses con dibujos de los dioses que presidían cada trecena.
- La segunda se trata del calendario ceremonial y adivinatorio mesoamericano, el tonalámatl.
- La última contiene unos anales históricos desde 1198 a 1562 tras los cuales hay dos hojas escritas en español sin glifos con noticias históricas de 1519 a 1557.

El contenido final es especial debido a que trata sobre el advenimiento de una epidemia específicamente de paperas que mató locales y al fraile Juan de Zumárraga. Pudieron haber sido las memorias de emergencia de un escribano de náhuatl suyo antes de que murieran todos. La parte histórica del Códice Telleriano-Remensis representa la historia azteca desde su migración legendaria en el siglo XII hasta las primeras décadas de ocupación española.
Especialmente importante para el contenido del códice es el hecho, que en el códice se representa con un pictograma, de que 20,000 víctimas fueron sacrificadas durante la dedicación del Templo Mayor de México-Tenochtitlan en 1487.

## Situación
Posiblemente este códice copie al Códice borbónico, hoy fuera del país, también se supone que parte de sus glosas castellanas las escribió el padre fray Pedro de los Ríos. 
Por otra parte está demostrado que sirvió de fuente al códice Ríos o códice Vaticano A.
El Códice está depositado en la Biblioteca Nacional de Francia en París. Una reproducción fue hecha de las microfilmaciones del Códice por la Universidad de Texas, comentada por Eloise Quiñones Keber.